# Gare de Kubokawa
La gare de Kubokawa (窪川駅, Kubokawa-eki) est une gare ferroviaire localisée dans le bourg de Shimanto, dans la préfecture de Kōchi au Japon. La gare est exploitée par les compagnies JR Shikoku et Tosa Kuroshio Railway, sur les lignes Dosan et Nakamura. La ligne Yodo jusqu'à la gare de Wakai est comprise dans la section de la ligne Nakamura.

## Situation ferroviaire
Établie à 217 mètres d'altitude, la gare de Kubokawa est située au point kilométrique (PK) 198.7 de la ligne Dosan et au point kilométrique 0.0 sur la ligne Nakamura.

## Histoire
- 12 novembre 1951 : Ouverture de la gare  sur la ligne principale Dosan de la Japanese National Railways.
- 18 décembre 1963 : Ouverture de la ligne Nakamura de la Japanese National Railways.
- 1er avril 1987 : La Japanese National Railways est découpée en plusieurs sociétés, la JR Shikoku reprend cette partie de ligne.
- 1er avril 1988 : La gestion de la gare et de la ligne Nakamura est confiée à la société Tosa Kuroshio Railway.

## Service des voyageurs

### Ligne ferroviaire
- JR Shikoku :
  - Ligne Dosan K26
- Tosa Kuroshio Railway :
  - Ligne Nakamura TK26

### Quai
- Cette gare dispose de trois quais et de quatre voies.

| N° de voie | Ligne               | Direction            |
| ---------- | ------------------- | -------------------- |
| 1          | ▆ Nakamura          | Nakamura             |
| 2          | ▆ Dosan             | Susaki / Tosa-Yamada |
| 3          | ▆ Dosan             | Takamatsu            |
| 3          | ▆ Nakamura          | Nakamura             |
| 4          | ▆ Nakamura (▆ Yodo) | Ekawasaki / Uwajima  |